# Hokkaidoconchidae
Hokkaidoconchidae zijn een uitgestorven familie van weekdieren uit de klasse van de Gastropoda (slakken).

## Taxonomie
De volgende taxa zijn bij de familie ingedeeld:
- Geslacht Hokkaidoconcha Kaim, Jenkins & Warén, 2008
  - Hokkaidoconcha tanabei Kaim, Jenkins & Warén, 2008
  - Hokkaidoconcha bilirata Kaim, Jenkins & Warén, 2008
  - Hokkaidoconcha morenoensis Kaim, Jenkins & Warén, 2008
  - Hokkaidoconcha occidentalis (Stanton, 1895)
  - Hokkaidoconcha tehamaensis Kaim, Jenkins & Warén, 2008